# Oelsiefen
Oelsiefen war ein Wohnplatz in der Gemeinde Kürten im Rheinisch-Bergischen Kreis.

## Lage und Beschreibung
Der Ort lag vermutlich am gleichnamigen Bach Ölsiefen in der Nähe von Offermannsheide an der Grenze zu Lindlar.  Heute liegt dieser Bereich im Naturschutzgebiet Ölsiefental. Noch heute gibt es eine Straße Am Oelsiefen in Offermannsheide.

## Geschichte
Auf der Preußischen Neuaufnahme von 1892 ist ein einzelnes Haus am Ölsiefen eingezeichnet. Auf den späteren TK25 ist dort bis in die 1960/1970er Jahre ein Haus verzeichnet.
Im Gemeindelexikon für die Provinz Rheinland von 1888 wird ein Wohnhaus mit drei Einwohnern unter der Bezeichnung Oelsiefen angegeben. In späteren Verzeichnissen ist der Ort nicht mehr aufgeführt.